# Військовий шоколад США

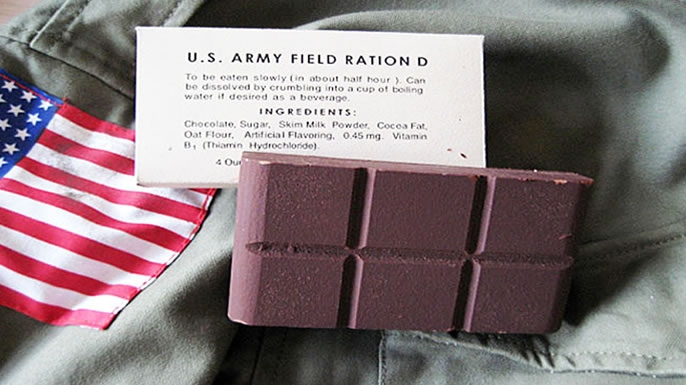
Шоколад з пайка D

Військовий шоколад США — частина стандартного харчового пайка в армії США. Високоенергетичний харчовий продукт, що відрізняється від звичайного шоколаду рецептом приготування, фасуванням та упаковкою. Головні фізичні відмінності військового шоколаду — це підвищена енергетична цінність і стійкість до високих температур. Вперше з'явився в пайку D у 1937 році, і відтоді вироблявся за різними рецептами, в різних форм-факторах і упаковках. Входить до складу сучасного базового сухого пайка і різних інших пайків. Більшість шоколаду для військових пайків вироблялася компанією The Hershey Company.

## «Плитка Лоґана»
У 1937 році квартирмейстер армії США, полковник Пол Лоґан, шукав склад для пайка в умовах вірогідної майбутньої світової війни. В квітні він зустрівся з Вільямом Мюррі, президентом компанії Hershey, і Семом Гінклі, головний хіміком компанії, для обговорення створення армійського шоколаду.
Полковник Лоґан висунув чотири вимоги до шоколаду, що мав бути включений до пайка D: вага повинна складати 4 унції (113,4 г); порція повинна мати високу енергетичну цінність; шоколад повинен витримувати високі температури; смакувати «трохи краще, ніж варена картопля». Інгредієнтами військового шоколаду в ході триденних експериментів стали порошкове какао, цукор, вівсяне борошно, масло какао, сухе молоко і ванілін з вітаміном B1 (для профілактики бері-бері). Підвищена стійкість до тепла зробила неможливим автоматичне відливання і знадобилося ручне пресування кожної порції з доволі густої маси. Результатом були товсті блоки темно-коричневого шоколаду, які ламалися зі значним зусиллям. Утворені плитки загортали в алюмінієву фольгу. Кожні три плитки запечатувалися в пергаментний пакет, що становив добовий раціон. Маючи енергетичну цінність 1800 калорій (7500 кДж), він забезпечував мінімальні потреби для одного солдата. До пайка D крім того стандартно входили кава, цукор, м'ясні консерви й сир.
Полковник Лоґан був задоволений першими невеликими партіями шоколаду. В червні 1937 року армія Сполучених Штатів замовила 90 000 пайків D, або «плиток Лоґана», і провела їх «польові випробування» на базах на Філіппінах, в Панамі, в Техасі і на інших базах по всій території США, розташованих у спекотному кліматі. Частину плиток було поставлено для третьої антарктичної експедиції адмірала Берда 1939 року. До 1941 року Hershey отримувала періодичні замовлення на нові партії.
Зі вступом США в Другу світову війну після нападу Японії на Перл-Гарбор плитки було наказано упаковувати по-новому. Кожна 4-унцієва плитка упаковувалася в герметичний целофановий пакет, який поміщався в провощену картонну обгортку. 12 штук загорталися в спільну обгортку, що після цього поміщалися по 12 в дерев'яні ящики; таким чином, у ящику містилися 144 порції шоколаду.
Полковник Лоґан підкреслював, що шоколад не повинен бути солодким, аби він розглядався солдатами як їжа при екстремальних умовах, а не як ласощі. Шоколад пайка D вийшов таким гірким, що солдати прозвали його «секретною зброєю Гітлера». На додаток до неприємного смаку, плитки дуже погано ламалися зубами, а спожити їх можна було радше розрізаючи ножем. Тож «плитки Лоґана» нерідко просто викидалися.

## «Тропічний шоколад»

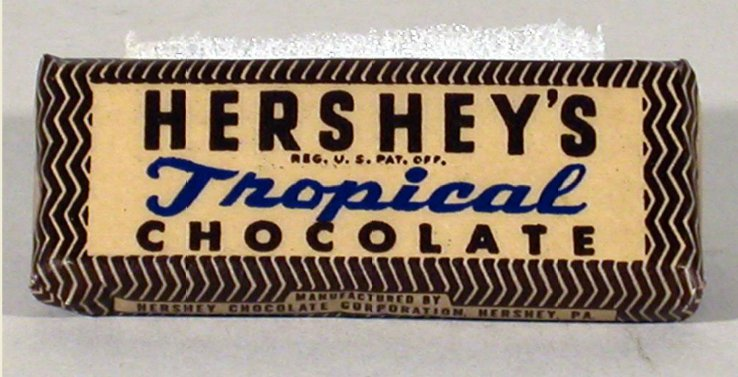
«Тропічний шоколад»

У 1943 році Відділ закупівель армії США звернувся до компанії Hershey з проханням про виробництво шоколадних батончиків для Тихоокеанського театру військових дій. Після короткої серії експериментів компанія Hershey почала виробляти «Тропічний шоколад». Продукт призначався передусім для пайка K, мав вагу 1 або 2 унції. Після 1945 року він став випускатися також у розмірі порцій по 4 унції для пайка D замість «плиток Лоґана». Втім, назва «пайок D» закріпилася за всіма порціями цього шоколаду.
«Тропічний шоколад» був солодший, не танув до 120 °F (≈49 °C), але солдати все одно скаржилися на смак і важкість пережовування. Він часто обмінювався в цивільних на інші продукти. В Бірманському театрі військових дій «тропічний шоколад» був відомий як «дизентерійний пайок», бо дозволявся хворим на дизентерію.
За період з 1940 по 1945 рік було приготовано та розповсюджено серед солдатів в усьому світі понад 3 млрд пайків D і «тропічного шоколаду». У 1939 році завод Hershey був здатний виробляти 100 тисяч пайків на день. До кінця Другої світової війни весь завод Hershey виробляв 24 млн порцій на тиждень. За роботу протягом Другої світової війни компанію Hershey було нагороджено премією «E» армії і військово-морського флоту — за видатні досягнення і заощадливе виробництво. Виробництво пайків D з шоколадом було припинено наприкінці Другої світової війни.

## Після Другої світової війни
У 1957 році формула військового шоколаду була змінена. Вівсяне борошно прибрали зі складу, «знежирене тверде молоко» замінило сухе молоко, масло какао замінив какао-порошок, а також були додані штучні смакові добавки ваніліну. Все це значно поліпшило смак плиток, але такий шоколад було все ще важко жувати.
«Тропічний шоколад» Hershey залишився в стандартному раціоні збройних сил Сполучених Штатів під час воєн в Кореї і В'єтнамі, але вже як елемент категорії «різне». «Тропічний шоколад» був включений до раціону космонавтів для корабля «Аполлон-15» в липні 1971 року.
Наприкінці 1980-х років Дослідницький центр солдатського спорядження армії США створив новий шоколад, названий «Батончик Конго» чи «Пустельний батончик», що фасувався по 1 унції (28 г). Він містив додатково соєвий лецитин, емульгатори та яєчні білки; міг витримувати спеку понад 140 °F (60 °C). Під час операцій «Щит пустелі» і «Буря в пустелі» компанія Hershey знову стала великим виробником військового шоколаду, поставивши пробні 144 000 порцій американським військам в Південно-Західну Азію. Хоча представники армії відзначили, що смак шоколаду був хороший, реакція солдатів була змішаною, і шоколад не був запущений в серійне виробництво.
З 1996 року виробляються батончики молочного шоколаду, збагаченого кальцієм, «Hooah!». З 2004 року вони надходять і в цивільний продаж.